# SN 2007ku
SN 2007ku – supernowa typu Ia odkryta 16 września 2007 roku w galaktyce A013328+0031. W momencie odkrycia miała maksymalną jasność 22,70m.